# سارة بولغر
ساره بولغر (بالإنجليزية: Sarah Bolger)‏ ممثلة إيرلندية من مواليد 28 فبراير 1991. هي معروفة لدورها في سجلات سبايدرويك إضافة إلى دورها ك‌ماري الأولى ملكة إنجلترا في المسلسل التاريخي أسرة تيودور.

## أعمالها
| سنة          | عنوان                     | دور                      | ملاحظات                                                               |
| ------------ | ------------------------- | ------------------------ | --------------------------------------------------------------------- |
| 1999         | A Love Divided            | ايلين كلوني              |                                                                       |
| 1999         | A Secret Affair           | هيلينا فيتزجيرالد        | فيلم تلفزيوني                                                         |
| 2002         | The World of Tosh         |                          | مسلسل تلفزيوني                                                        |
| 2003         | In America                | كريستي                   | ترشحت - جائزة الروح المستلقة لأفضل ممثلة مساعدة ترشحت - جائزة ستالايت |
| 2004         | The Clinic                | جيني كوين                | الحلقة "2.4" و "2.6"                                                  |
| 2005         | Premonition               | أزورا                    | فيلم قصير                                                             |
| 2005         | Tara Road                 | أني                      |                                                                       |
| 2006         | Stardust                  | لورين كيغان              | مسلسل                                                                 |
| 2006         | Stormbreaker              | سابينا بليجر             |                                                                       |
| 2008         | The Spiderwick Chronicles | مالوري غريس              |                                                                       |
| 2008–2010    | The Tudors                | ماري تيودر               |                                                                       |
| 2009         | Iron Cross                | كاشا                     |                                                                       |
| 2010         | BioShock 2                | إلينور لام               | لعبة فيديو؛ دور صوتي                                                  |
| 2011         | The Moth Diaries          | ربيكا                    |                                                                       |
| 2012         | Locke & Key               | كينزي لوك                | مسلسل ملغي                                                            |
| 2012–present | Once Upon a Time          | أورورا / الجميلة النائمة | دور تكراري                                                            |
| 2013         | Crush                     | جولز                     |                                                                       |
| 2013         | From Up on Poppy Hill     | أومي ماتسوزاكي           | دور صوتي; الدبلجة الأنكليزية                                          |
| 2013         | As Cool As I Am           | لوسي دايموند             |                                                                       |
| 2013         | Kiss Me                   | زوي                      | معروف أيضاً (With Every Heartbeat)                                     |
| 2014         | Starbright                | باميلا                   |                                                                       |

## مواقع خارجية
- سارة بولغر على موقع IMDb (الإنجليزية)
- سارة بولغر على موقع ميتاكريتيك (الإنجليزية)
- سارة بولغر على موقع روتن توميتوز (الإنجليزية)
- سارة بولغر على موقع ألو سيني (الفرنسية)
- سارة بولغر على موقع ميوزك برينز (الإنجليزية)
- سارة بولغر على موقع تيرنر كلاسيك موفيز (الإنجليزية)
- سارة بولغر على موقع أول موفي (الإنجليزية)
- سارة بولغر على موقع قاعدة بيانات الأفلام السويدية (السويدية)
- سارة بولغر على موقع قاعدة بيانات الفيلم (الإنجليزية)
- سارة بولغر على موقع كينوبويسك (الروسية)